# Wadena (circonscription saskatchewanaise)
Pour les articles homonymes, voir Wadena.
Circonscription électorale provinciale du Canada
Wadena est une ancienne circonscription électorale provinciale de la Saskatchewan au Canada. Elle est représentée à l'Assemblée législative de la Saskatchewan de 1908 à 1975.

## Liste des députés
| Parlement                                                            | Années    | Député                         | Député                    | Parti             |
| Wadena                                                               | Wadena    | Wadena                         | Wadena                    | Wadena            |
| -------------------------------------------------------------------- | --------- | ------------------------------ | ------------------------- | ----------------- |
| 2e                                                                   | 1908–1912 |                                | Herbert Pierce (en)       | Libéral           |
| 3e                                                                   | 1912–1917 |                                | Herbert Pierce (en)       | Libéral           |
| 4e                                                                   | 1917–1921 | John Angus MacMillan (en)      |                           | Libéral           |
| 5e                                                                   | 1921–1925 |                                | William Henry McKinnon    | Progressiste (en) |
| 6e                                                                   | 1925–1929 |                                | William Henry McKinnon    | Libéral           |
| 7e                                                                   | 1929–1934 |                                | John Robeson Taylor (en)  | Indépendant       |
| 8e                                                                   | 1934–1938 |                                | George Hara Williams (en) | CCF               |
| 9e                                                                   | 1938–1944 |                                | George Hara Williams (en) | CCF               |
| 10e                                                                  | 1944–1945 |                                | George Hara Williams (en) | CCF               |
| 10e                                                                  | 1945-1948 | Frederick Arthur Dewhurst (en) |                           | CCF               |
| 11e                                                                  | 1948–1952 | Frederick Arthur Dewhurst (en) |                           | CCF               |
| 12e                                                                  | 1952–1956 | Frederick Arthur Dewhurst (en) |                           | CCF               |
| 13e                                                                  | 1956–1960 | Frederick Arthur Dewhurst (en) |                           | CCF               |
| 14e                                                                  | 1960–1964 | Frederick Arthur Dewhurst (en) |                           | CCF               |
| 15e                                                                  | 1964–1967 | Frederick Arthur Dewhurst (en) |                           | CCF               |
| 16e                                                                  | 1967–1971 | Frederick Arthur Dewhurst (en) |                           | Néo-démocrate     |
| 17e                                                                  | 1971–1975 | Frederick Arthur Dewhurst (en) |                           | Néo-démocrate     |
| Circonscription fusionnée à Kelvington pour former Kelvington-Wadena |           |                                |                           |                   |